# Ярославское сельское поселение (Чувашия)
Яросла́вское се́льское поселе́ние (чув. Хĕтеркасси ял тӑрӑхӗ) — муниципальное образование в составе Моргаушского района Чувашской Республики. Административный центр — деревня Ярославка.

## Состав поселения
В состав сельского поселения входят населённые пункты
| № | Населённый пункт | Тип населённого пункта          | Население (2015) |
| - | ---------------- | ------------------------------- | ---------------- |
| 1 | Ярославка        | Деревня, административный центр | ↗491             |
| 2 | Елжихово         | Деревня                         | ↗163             |
| 3 | Елхово           | Деревня                         | ↗58              |
| 4 | Ихонькино        | Деревня                         | ↗98              |
| 5 | Лебёдкино        | Деревня                         | ↗184             |
| 6 | Нискасы          | Деревня                         | ↗446             |
| 7 | Новое Чемеево    | Деревня                         | ↘88              |
| 8 | Хозанчино        | Деревня                         | ↗50              |
| 9 | Чемеево          | Село                            | ↗144             |

## Население
| 2010  | 2012  | 2013  | 2014  | 2015  | 2016  | 2017  |
| ----- | ----- | ----- | ----- | ----- | ----- | ----- |
| 1526  | ↘1517 | →1517 | ↗1521 | ↘1493 | ↘1476 | ↘1417 |
| 2018  | 2019  | 2020  | 2021  |       |       |       |
| ↘1393 | ↘1349 | ↘1318 | ↘1310 |       |       |       |

## Организации
На территории поселения расположены:
- Ярославское сельское поселение;
- СХПК «Сеятель»;
- Нискасинская амбулатория ОВОП;
- Ярославский Дом культуры;
- Елжиховский сельский клуб;
- Чемеевская сельская библиотека;
- Ярославский магазин ТПС;
- Лебёдкинский магазин ТПС.

## Люди, связанные с поселением
- Алмазов Алексей Михайлович (ок. 1781 — после 1822) — переводчик. С 1806 года служил священником в церкви села Чемеево. С 1808 года депутат духовный. Читал поучения и проповеди на чувашском языке, что в 1818 было одобрено Синодом для распространения в Казанской епархии. Перевёл на чувашский язык книгу проповедей «Слово о христианском воспитании детей» (СПб., 1820), Евангелие от Марка («Святой Евангель...». Казань, 1820). Ему приписывается перевод «Сокращённого катехизиса» (М., 1804)[14].
- Андреев Евтихий Андреевич  (1912, Хозанчино — 1981, Моргауши) — председатель колхоза «Знамя Труда» Моргаушского района Чувашии, Герой Социалистического Труда (1966), награждён орденами Ленина, Октябрьской Революции, Трудового Красного Знамени, медалями.
- Афанасьев Сергей Афанасьевич (1925, Караклово, ныне Аликовский район — 2014, Хозанчино) — организатор сельскохозяйственного производства, участник Великой Отечественной войны. В 1954—1959 годах — 1-й заместитель председателя Советского и Моргаушского районных исполкомов. В 1959—1977 годах председатель колхоза «Сеятель» Моргаушского района, в 1977—1985 годах главный государственный инспектор по закупкам и качеству сельскохозяйственных продуктов по Моргаушскому району. Заслуженный работник сельского хозяйства Чувашской АССР (1984), награждён орденами Ленина, Отечественной войны 2-й степени, Трудового Красного Знамени (дважды), почётный гражданин Моргаушского района (2006)[15].
- Васильев Александр Васильевич (1893, Анаткасы, Ныне Моргаушский район – 1953, Нискасы) — педагог, организатор образования.  Участник Первой мировой и Гражданской войн. Работал в Нискасинской школе заведующим начальной школой (1922—1935), директором 7-летней школы (1935—1947), директором средней школы (1947—1950). Заслуженный учитель школы РСФСР (1945). Награждён орденами Ленина, Трудового Красного Знамени[16].
- Васильев Борис Михайлович (1913, Лебёдкино — 1955, Ставрополь) — военный лётчик, участник Великой Отечественной войны, Герой Советского Союза.
- Морев Иван Михайлович[чуваш.] (1884, Лебёдкино — 1977, Усовка Саратовской области) — участник Первой русской революции, Первой мировой войны. До осени 1906 рабочий в Нижнем Новгороде. В феврале 1907 руководил выступлением крестьян селений Чемеево, Лебёдкино и др. В 1921—1932 годах работал в геологоразведочной партии в Казахстане, в 1932—1939 — служащий на разных должностях в Чувашии[17].
- Рубцов Владимир Михайлович (1951, Нискасы — 2012, Чебоксары) — организатор производства, партийный работник. Работал инженером-механиком, глав. инженером, председателем колхоза «Сеятель» Моргаушского района (1975—1984), начальником Управления сельского хозяйства (1986—1988), председателем (1988—1990) Моргаушского районного исполкома, главой администрации Моргаушского района (1991—1994). В 1994—2004 годах директор филиала «Моргаушрайгаз» ООО «Чувашсетьгаз», в 2004—2006 заместитель директора там же, затем трудился мастером Моргаушского абонентского пункта Ядринского территориального участка ООО «Чувашрегионгаз». Заслуженный работник сельского хозяйства Чувашской АССР (1987), почётный гражданин Моргаушского района[18].
- Яранский Феофил Филиппович (1927, Ярославка — 2016, Москва) — учитель, работал учителем физики Большесундырской (1952—1956), Нискасинской (1956—1989) средних школ Моргаушского района. Заслуженный учитель Чувашской АССР (1974), заслуженный учитель школы РСФСР (1979)[19].